# Крючков, Владислав Юрьевич
Владисла́в Ю́рьевич Крючко́в (24 августа 1989, Калининград) — российский футболист, защитник, выступающий за клуб «Форте» Таганрог.

## Карьера
Воспитанник калининградского футбола. Дебютировал в 2007 году в «Балтике-2» во втором дивизионе. В конце сезона из-за травмы не смог заключить контракт с основной командой.
Проходя просмотр в 2008 году в ФК «Рига», был замечен селекционерами из ФК «Вентспилс» (чемпион Латвии по футболу последние три года) и заключил контракт с клубом. Однако его не устраивали условия, созданные в команде.
С 2009 года игрок подмосковного клуба «Истра». В 2010 году снова оказался в ФК «Вентспилс», за который провел 7 матчей.
В марте 2013 года заключил контракт с родным клубом «Балтика» в котором за 3 сезона провел 82 матча и забил 1 гол.
В июле 2014 года был заявлен за «ФК СКА-Энергия». 31 января 2015 года исключен из заявочного листа и покинул клуб.
31 июля 2015 года был заявлен за клуб ПФЛ «Калуга»..
С 2016 по 2019 год выступал за калининградскую «Балтику».
С 2019 по 2021 год за армянский «Ноа», где был капитаном.
В 2021 году перешёл в «Алашкерт». Зимой перешёл в «Форте» Таганрог.

## Достижения
- Обладатель Кубка Армении (1): 2019/20.
- Обладатель Суперкубка Армении (1): 2020, 2021.